# Nicholas Dikeriehi Orogodo Okoh
Nicholas Dikeriehi Orogodo Okoh (* 10. November 1952 in Owa-Alero, Delta, Nigeria) ist ein nigerianischer Theologe und Soldat.  Er ist Erzbischof von Bendel, Bischof von Asaba und wurde im September 2009 als vierter Primas der anglikanischen Kirche von Nigeria gewählt.

## Leben
Nach dem Abschluss der Primarschule 1964 arbeitete Okoh vier Jahre im Geschäft eines Onkels. 1969 trat er während des Biafra-Kriegs in die nigerianische Armee ein, wo er verschiedene Funktionen (nach seiner Ordination auch als Militärgeistlicher) ausübte und es bis 1982 zum Oberstleutnant brachte, dem Rang, den er auch bei seinem Austritt aus dem Militär 2001 bekleidete.
Während seiner Zeit in der Armee bildete er sich weiter: Nach höheren Schulabschlüssen 1974 und 1976 und damit dem Erlangen der Hochschulreife besuchte er von 1976 bis 1979 das Immanuel College of Theology in Ibadan und machte anschließend an der Universität von Ibadan 1982 den Bachelor of Theology und 1985 den Master of Theology.
1979 wurde er zum Diakon und 1980 zum Priester geweiht. 1987 wurde er Kanoniker und 1991 Erzdiakon. 1996 heiratete er. Inzwischen ist er Vater von fünf Kindern.
2001 wurde er zum Bischof von Asaba, der Hauptstadt des nigerianischen Bundesstaats Delta gewählt. 2005 wurde er zum Erzbischof der Provinz Bendel gewählt. 2009 wurde er, nach mehreren Wahlgängen, in denen kein Kandidat die erforderliche Zweidrittelmehrheit erhielt, in geheimer Wahl einstimmig zum Nachfolger von Peter Akinola gewählt. Sein Amtsantritt war im März 2010.

## Positionen
Okoh begleitete seinen Amtsvorgänger Akinola zur Global Anglican Future Conference in Jerusalem im Juni 2008 und hat mit ihm zusammen die Episkopalkirche der Vereinigten Staaten von Amerika und die Anglikanische Kirche von Kanada zu Umkehr gerufen im Bezug auf deren Haltung gegenüber Homosexualität. Geprägt durch seine militärische Karriere, erwartet der Lagos Guardian von ihm eine Fortsetzung des strammen Konservatismus seines Vorgängers.